# Pachypodium
Pachypodium (Pachypodium Lindl.) – rodzaj sukulentów z rodziny toinowatych. Obejmuje 23 gatunki. Występują one w południowej Afryce, z centrum zróżnicowania na Madagaskarze. Nazwa (z greckiego pachys „gruby” i podium „noga”) nawiązuje do nabrzmiałej części pnia, gdzie jest magazynowana woda w sezonie suchym. Pień i gałęzie pokryte są kolcami w skupiskach po 2 lub 3. Gatunki występujące na Madagaskarze są zagrożone wyginięciem. Niektóre gatunki uprawiane są jako rośliny ozdobne.

## Systematyka
Wykaz gatunków
- Pachypodium ambongense Poiss.
- Pachypodium baronii Costantin & Bois
- Pachypodium bispinosum (L.f.) A.DC.
- Pachypodium brevicaule Baker
- Pachypodium decaryi Poiss.
- Pachypodium densiflorum Baker
- Pachypodium eburneum Lavranos & Rapanarivo
- Pachypodium enigmaticum Pavelka, Prokes, V.Vlk, Lavranos, Zídek & Ramav.
- Pachypodium geayi Costantin & Bois
- Pachypodium horombense Poiss.
- Pachypodium inopinatum Lavranos
- Pachypodium lamerei Drake – pachypodium Lamere’a
- Pachypodium lealii Welw.
- Pachypodium menabeum Leandri
- Pachypodium mikea Lüthy
- Pachypodium namaquanum (Wyley ex Harv.) Welw.
- Pachypodium rosulatum Baker
- Pachypodium rutenbergianum Vatke
- Pachypodium saundersii N.E.Br.
- Pachypodium sofiense (Poiss.) H.Perrier
- Pachypodium stenanthum (Costantin & Bois) J.-B.Castillon, J.-P.Castillon & Rapan.
- Pachypodium succulentum (L.f.) Sweet
- Pachypodium windsorii Poiss.